# Мусаев, Магомед Мусаевич
Магоме́д Муса́евич Муса́ев (15 июня 1915 года, Новые Алды, Чечня, Российская империя — 2001 год, Россия) — советский и российский чеченский писатель, драматург, переводчик, публицист, участник Великой Отечественной войны, член Союза писателей СССР и Союза журналистов СССР, Заслуженный работник культуры Чечено-Ингушской АССР.

## Биография
Родился в семье крестьянина. Окончил школу, а затем Грозненское нефтяное училище. В 1931 году начал работать на Грозненском нефтеперерабатывающем заводе имени Ленина учеником кочегара. Постепенно поднялся до должности оператора технологической установки. В 1937 году по состоянию здоровья вынужден был оставить работу на заводе. В 1938 году стал редактором Чечено-Ингушского радио.
После начала Великой Отечественной войны добровольцем ушёл на фронт. В 1942 году был комиссован по состоянию здоровья, после чего вернулся на работу в Чечено-Ингушское радио.
23 февраля 1944 года был депортирован. В этот период жил в Джамбульской области Казахской ССР. Сменил множество профессий, среди которых профессии строителя, учителя, продавца…
В 1957 году, после реабилитации репрессированных народов, вернулся на родину. С 1958 года до ухода на персональную пенсию в 1975 году работал старшим редактором редакции художественной литературы Чечено-Ингушского книжного издательства. Заочно окончил Чечено-Ингушский педагогический институт.
Член КПСС с 1958 года. В 1959 году стал членом Союза журналистов СССР. В 1966 году стал членом Союза писателей СССР.

## Творчество
В 1960 году вышла его первая книга «Садаьржаш» («На рассвете»), в которую вошли повесть и несколько рассказов. В том же году была написана героическая драма «Волны Терека», посвящённая Великой Отечественной войне, поставленная Чечено-Ингушским драматическим театром. Пьеса получила высокую оценку критиков и была хорошо встречена зрителями. Этим произведением Мусаев заявил о себе, как о талантливом драматурге. Героями произведений Мусаева становились люди трудной судьбы и высоких устремлений.
Мусаевым были переведены на чеченский язык «Разгром» Александра Фадеева, «Путь большевика» 3. Орджоникидзе, «Тимур и его команда», «Чук и Гек», «Голубая чашка» Аркадия Гайдара, «Ступеньки» Николая Носова и другие.
Занимался публицистикой. В республиканской прессе печатались его статьи и очерки. Он часто выступал с беседами на актуальные темы по телевидению, рассказывал о жизни и творчестве писателей.

### Произведения Мусаева

#### На чеченском языке
- Мусаев М. На рассвете (Повесть, рассказы) = Садаьржаш. — Грозный: Чечено-Ингушское книжное издательство, 1960.
- Мусаев М. Золотая брошка (Повесть, рассказы) = Дашо маха. — Грозный: Чечено-Ингушское книжное издательство, 1963.
- Мусаев М. Анзор (повесть). — Грозный: Чечено-Ингушское книжное издательство, 1966.
- Мусаев М. Волны Терека (Пьесы) = Теркан тулгӏенаш. — Грозный: Чечено-Ингушское книжное издательство, 1968.

#### На русском языке
- Мусаев М. Золотая брошка (Повесть). — Грозный: Чечено-Ингушское книжное издательство, 1965.
- Мусаев М. Анзор (Повесть). — Грозный: Чечено-Ингушское книжное издательство, 1967.